# Östra bron

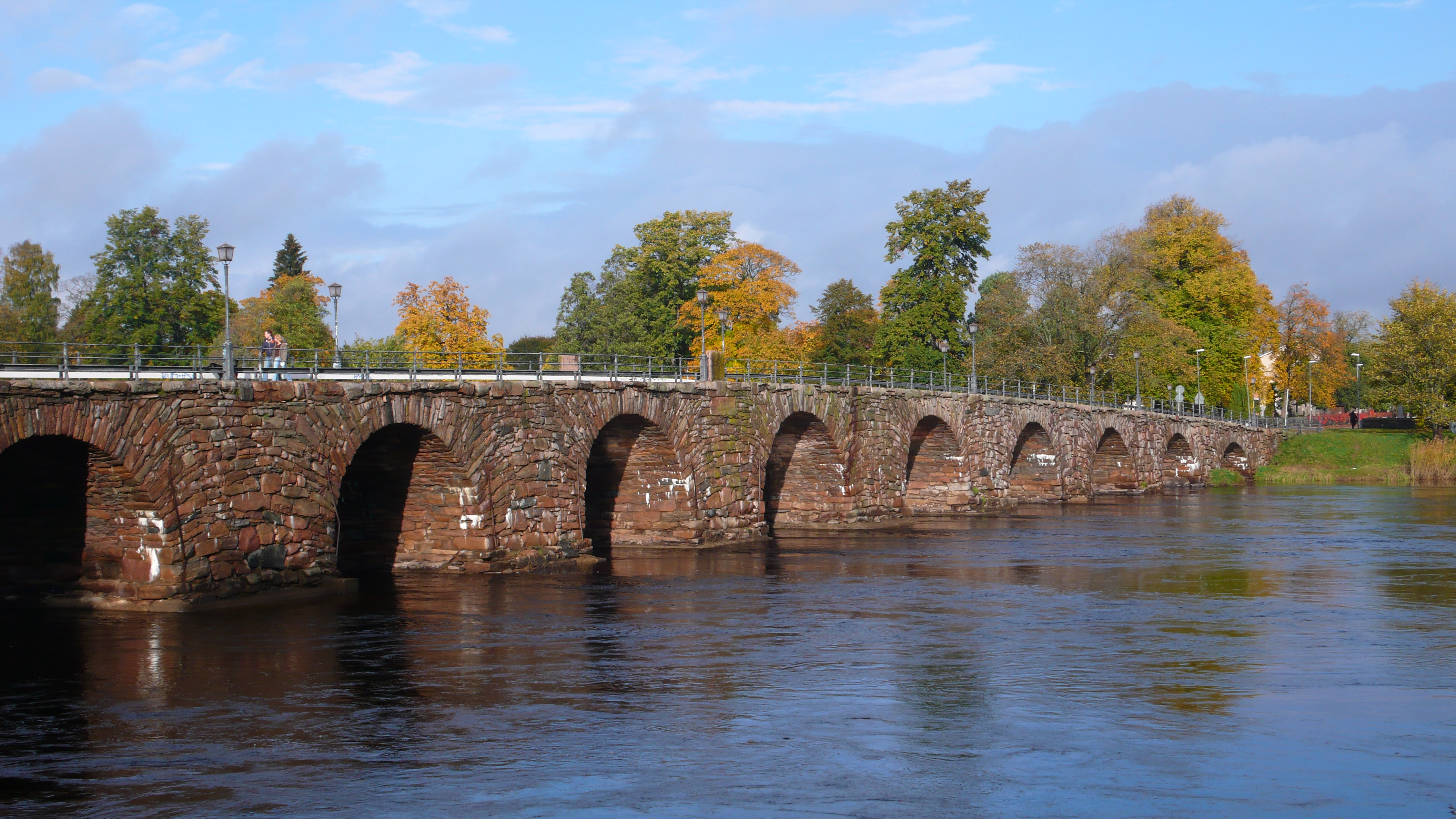
Sedd från den södra sidan av Klarälven.

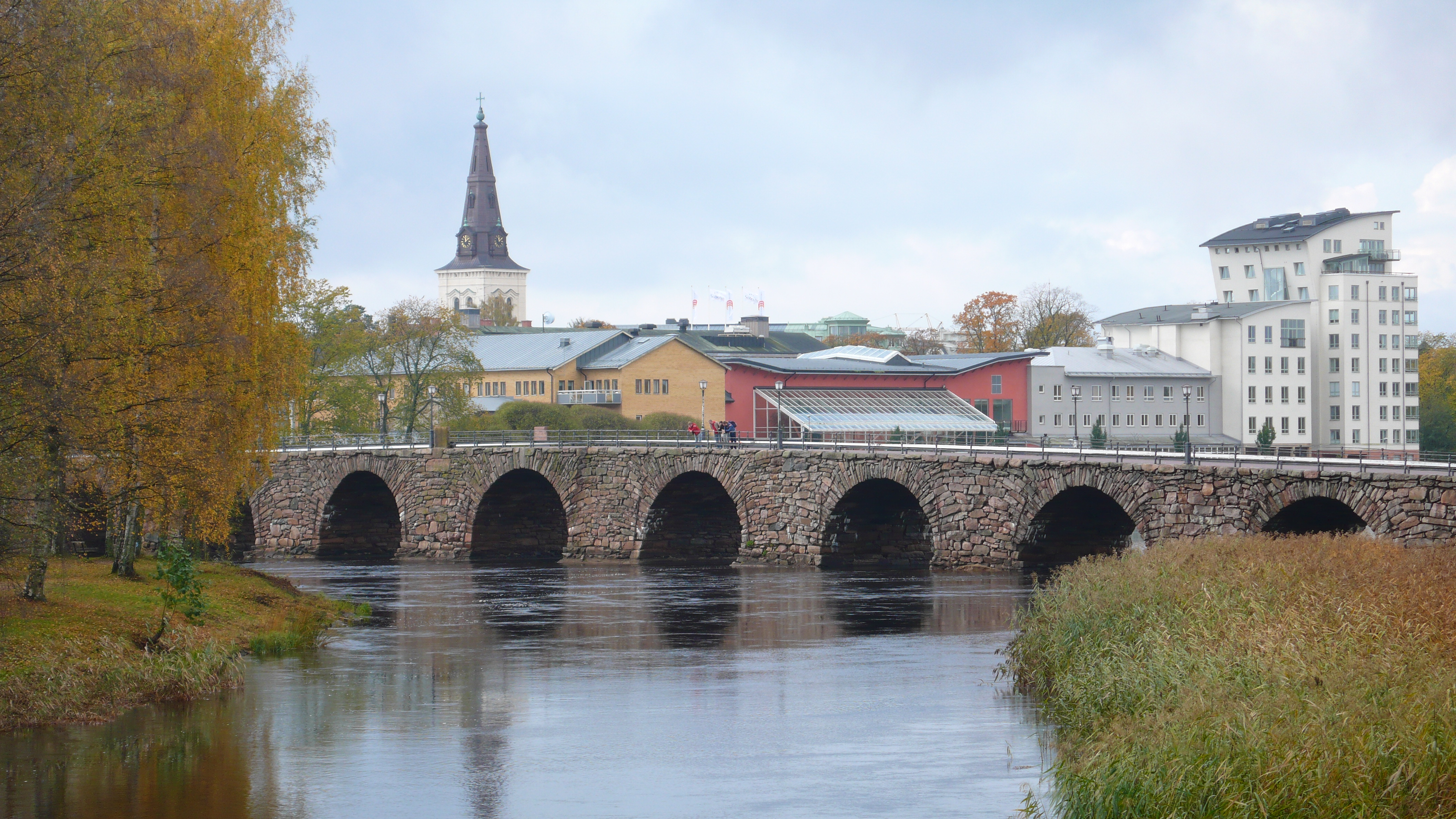
Sedd från den norra sidan, med Gubbholmen längst till vänster. I bakgrunden syns bland annat Karlstads domkyrka och Karlstad CCC.

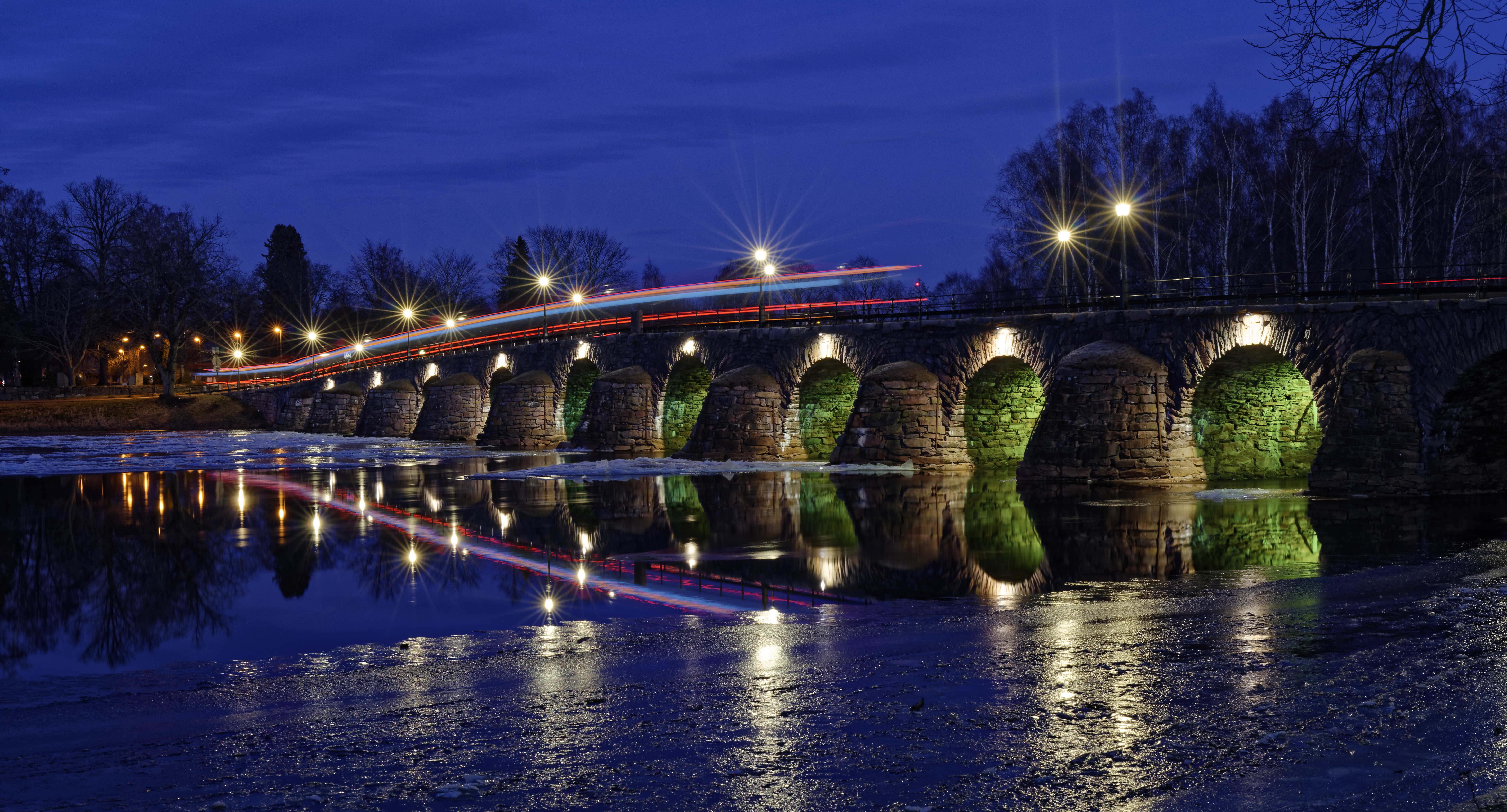
Karlstad stenbro - norra sidan i kvällsljus. Numer är det bara gång, cykel och busstrafik som tillåts

Östra bron (även som Stenbron eller Store Bro)  är en stenbro i Karlstad som går mellan stadsdelarna Norrstrand och Haga. Bron började byggas år 1761 för att få en bro som höll för vårfloderna och den invigdes 1797 av Gustav IV Adolf men bron var inte helt klar förrän 1811. För ritningarna svarade Överintendenten Carl Johan Cronstedt. Bron är 168 meter lång och har 12 granitvalv och därmed Sveriges längsta stenvalvsbro. Östra bron förklarades 2019 som byggnadsminne.
När bron byggts medförde det en markant minskning av vattenflödet i den östra grenen av älven. Efter att bron byggts har en ö, Gubbholmen, bildats nedströms på grund av det förändrade vattenflödet.
Omfattande reparationsarbeten har utförts under 1900-talet och 1956 utfördes injektering av bropelarna.Senaste arbetet var en omfattande restaurering 2017 där man bland annat grävde bort all gammal asfalt och göt nytt fundament till pelarna. Bron är endast öppen för kollektiv- samt gång- och cykeltrafik.

## Sägner
Byggmästaren Anders Jacobsson sägs ha hoppat från bron och dränkt sig för att han tvivlade på brons hållfasthet, men han levde till 1804 och dog i sitt hem.
En annan sägen är att byggarbetet tog så lång tid för att invånarna på den ena sidan inte ville ha en bro och därför utförde sabotage på nätterna, men det saknas källor som bekräftar detta.